# 힌두교 종말론
힌두교 종말론은 칼키, 즉 시대가 끝나기 전 비슈누의 열 번째이자 마지막 아바타라의 모습과 관련되어 있으며, 하리하라가 동시에 우주를 해체하고 재생시킨다.
현재의 시기는 힌두교도들이 현재 시대를 구성하는 네 유가 중 마지막인 칼리 유가로 믿고 있다. 이 시기는 기원전 3102년 또는 2025년부터 5125년 전 크리슈나가 지구를 떠났을 때 시작되었다. 각 시기는 도덕성의 점진적인 쇠퇴를 겪어왔으며, 칼리 유가에서는 다툼과 위선이 표준이 되었다. 힌두교에서 시간은 순환적이며, 주기 또는 "칼파"로 구성된다. 각 칼파는 43억 2천만 년 동안 지속되며, 같은 길이의 프랄라야 (해소)가 뒤따르는데, 이는 100년에 360일이라는 브라흐마의 수명 중 하루 밤낮을 이룬다. 브라흐마는 311조 400억 년을 산다. 탄생, 성장, 쇠퇴, 그리고 개별 수준에서의 갱신의 순환은 우주 질서에 반영되지만, 비슈누파에서의 신의 개입의 변덕에 영향을 받는다. 일부 시바파는 그가 끊임없이 세계를 파괴하고 창조한다고 주장한다.

## 네 유가
현재 칼파 (영원) 내에는 1,000번의 차투르 유가 (시대) 주기가 있으며, 각 주기는 네 유가 (시대)를 포함한다. 이 시대들은 완전한 순수함으로 시작하여 총체적인 쇠퇴로 이어지는, 다르마적 원칙의 퇴화를 아우른다.
차투르 유가는 432만 년 동안 지속된다.
- 사트야 유가는 172만 8천 년 동안 지속된다.
- 트레타 유가는 129만 6천 년 동안 지속된다.
- 드와파라 유가는 86만 4천 년 동안 지속된다.
- 칼리 유가는 43만 2천 년 동안 지속된다.

### 초기 언급
리그베다와 아타르바베다는 죽음 너머의 존재 본질에 대한 깊은 관심을 반영한다. 아수(생명력), 프라나(숨), 마나스(마음), 지바(생명의 원리), 아트만(자아)과 같은 여러 핵심 용어들이 이들 텍스트 전체에 걸쳐 나타난다.
우파니샤드는 힌두 종말론에 세 가지 핵심 사상을 도입했다: 윤회 (탄생, 죽음, 재탄생의 순환) 교리, 재탄생 또는 해탈 (목샤 또는 열반)에 영향을 미치는 모든 행위를 포함하는 재정의된 카르마 개념, 그리고 지식과 행위에 기반한 세 가지 다른 운명이다.

### 칼리 유가
네 시대 중 마지막인 칼리 유가는 우리가 현재 살고 있는 시대이다. 이 시대는 불경, 폭력, 쇠퇴로 특징지어질 것이라고 예언되었다. 기원전 100년 비슈누 푸라나에 기록된 바와 같이:
사회적 지위는 성취가 아니라 재산 소유에 달려있고; 부는 이제 미덕의 근원이며; 열정과 사치는 배우자 간의 유일한 유대이며; 허위와 거짓말은 인생 성공의 조건이며; 성은 인간 즐거움의 유일한 근원이며; 종교는 피상적이고 공허한 의례이며, 영성과 혼동된다— 비슈누 푸라나

네 번째 시대는 여신 칼리가 아닌 악마 칼리에 의해 통치된다. 푸라나는 네 번째 시대의 왕들이 신을 믿지 않고, 평온함이 부족하며, 성급하고, 부정직할 것이라고 계속해서 기록한다. 그들은 여성과 아이들에게 죽음을 가할 것이며, 빠르게 권력을 얻고 잃을 것이다. 규율 없는 야만인들이 통치자들의 지지를 받을 것이다.
다르마의 네 기둥인 참회, 자선, 진실성, 연민 중에서 자선만이 남을 것이지만, 그것 또한 매일 감소할 것이다. 사람들은 마음, 말, 행동으로 죄를 지을 것이다. 전염병, 기근, 역병, 자연재해가 나타날 것이다. 사람들은 서로를 믿지 않을 것이고, 거짓이 논쟁에서 승리할 것이며, 형제들은 탐욕스러워질 것이다. 각 시대가 진행됨에 따라 인간의 수명은 사트야 유가에서 수천 년에서 현재 칼리 유가에서는 100년으로 줄어든다.
산야신들은 붉은 옷을 입을 것이다. 많은 거짓 종교가 있을 것이고, 많은 사람들이 생계를 위해 거짓 지식을 주장할 것이다. 삶은 짧고 비참할 것이다. 결혼은 오직 쾌락을 위한 것일 것이다. 물이 마른 것만이 땅의 유일한 정의가 될 것이고, 접근하기 어려운 물은 순례지를 정의할 것이다. 사람들은 산들 사이의 계곡에 숨어 추위와 노출로 고통받으며 나무껍질과 잎으로 만든 옷을 입을 것이다. 사람들은 23년 미만으로 살 것이고, 위대함의 가장은 그것의 증거가 될 것이다. 궁극적으로 인류는 파멸할 것이다.

## 칼키

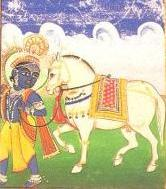
흰 말을 탄 칼키

이 악의 시대에, 칼키로 알려진 비슈누의 마지막 화신이 흰 말을 타고 나타날 것이다. 그는 남아있는 소수의 경건한 영혼들로 이루어진 군대를 모을 것이다. 이들은 인류 역사 전반에 걸쳐 나타난 신의 모든 화신(아바타라)들과 함께 세상의 모든 악령과 죄를 파괴할 것이다.
기타에 기록된 바와 같이:
틀:Verse translation
아디티는 열두 아디트야, 즉 태양신의 어머니이다. 창조의 끝에 이 여덟 개의 태양은 하늘에서 함께 빛날 것이다. 칼키는 "지구에 의로움을 확립하고" "사람들의 마음을 수정처럼 순수하게" 만들기 위해 군대를 모을 것이다. 남겨진 자들은 미덕으로 변화하여 더 높은 형태의 인류를 위한 새로운 씨앗이 될 것이고, 인류는 다시 시작할 것이다.

푸라나에는 다음과 같이 쓰여 있다: 
태양과 달, 달의 별자리 푸샤, 그리고 행성 목성이 모두 한 궁에 있을 때, 크리타 시대가 지구로 돌아올 것이다.— Hooper, 1508

칼리 유가가 끝나면 다음 유가 주기 (시대)인 사트야 유가가 시작될 것이며, 이때는 모든 사람이 다르마와 경건함이 재확립되어 의로울 것이다. 이는 차례로 트레타 유가, 드와파라 유가, 그리고 다시 다른 칼리 유가의 시대를 순환적으로 따를 것이다. 이 주기는 브라흐마 아래의 더 큰 존재의 주기가 특이점으로 돌아가 새로운 우주가 탄생할 때까지 반복될 것이다.

### 칼라그냐남
스리 포툴루리 비라브라흐멘드라 스와미는 400년 전 그의 디비아 마하 칼라 그냐나(‘시간의 신성한 지식’)에서 달, 태양, 금성, 목성이 같은 별자리에 들어설 때 칼키가 올 것이라고 썼다. 이는 흔치 않은 현상은 아니며 2012년 초에 마지막으로 발생했지만 아무 일 없이 지나갔다.

## 프랄라야
마들렌 비아르도에 따르면, 프랄라야는 세 단계로 이루어진 과정이다. 처음에는 지구를 건조하게 만드는 파괴적인 가뭄이 발생한다. 이어서 그녀가 "이중 프랄라야"라고 부르는 현상이 뒤따른다. 이 과정에서 칼라그니루드라, 즉 시바가 요가 불을 통해 세 세계(로카)를 흡수한다. 이어서 나라야나, 즉 비슈누가 홍수 속에서 요가 잠을 자는 동안 남은 잔재와 모든 존재를 재흡수하고, 나중에 브라흐마를 통해 세계를 재창조하는 두 번째 흡수가 이루어진다.

## 일상생활에서
일상적으로 힌두교 신자들은 카르마를 암묵적으로 평가하고 고려한다. 사실, 일상 행동의 장기적인 결과에 대한 이러한 관점은 인도 소비자들의 기대에 크게 영향을 미치는 것으로 나타났다. 턱 경영대학원 교수인 프라빈 코팔레는 "카르마를 더 강력하게 믿는 사람들은 불확실성 민감도에 덜 영향을 받으므로 기대치가 더 높다"고 언급하며 경험적 결과가 이를 뒷받침한다고 밝혔다. 비록 대량 소비주의가 세기 전환기에 인도를 강타했지만, 연구에 따르면 심지어 도시 인구에서도 소비자 기대치는 단기적인 쾌락을 높이기 위한 인위적인 기대치 낮추기에 일반적으로 변함이 없는 것으로 나타났다. 이는 장기적인 지향성 또는 유사한 행동 틀을 실천하는 종교들을 독특하게 특징짓는다.
힌두 종말론에서 카르마는 영혼이 삶, 죽음, 재탄생의 순환 단계를 통해 어떻게 발전하는지를 결정하는 중심 요소이며, 모든 결과는 중요한 무게를 가지는 것으로 인식된다. 결과적으로 개인의 범위를 넘어서는 행동도 고려된다. 예를 들어, 인도 정당 정치와 힌두교 사이의 만연한 연관성은 또한 국가가 직면한 문제에 대한 종교 기반 설명을 낳았다. 이 한 가지 사례는 학술지에서 COVID의 원인에 대한 관점을 자세히 설명하는 내용에 나타나 있는데, 이는 “COVID-19 팬데믹 또한 새롭고 심각한 바이러스성 전염병으로 발생하고 나타난 카르마 활동의 원인-결과이다. 이 전염병의 원인으로 식별된 카르마 행동은 … 오늘날의 공격적이고 경쟁적인 세상에서 끝없는 탐욕, 욕망, 망상에 의해 움직이는 신자유주의 자본주의 질서이다.” 힌두 종말론에 따르면, 현재 인류의 시대는 칼리 유가이다. 광범위한 고통, 위선, 도덕성의 점진적 저하를 특징으로 하는 주기인 팬데믹은 성경적 규모의 재앙으로 다가왔다.

## 같이 보기
- 힌두 시간 단위
- 칼키
- 칼리
- 종말론
- 인간의 시대

### 설명주
1. ↑  계산에는 0년이 제외된다. 기원전 1년에서 기원후 1년까지는 2년이 아닌 1년이다.

### 참조주
1. ↑  “Time in Hinduism: The Yuga”. 23 February 2014에 원본 문서에서 보존된 문서.  7 January 2014에 확인함.
2. 1 2  Walls, Jerry L., 편집. (2007년 12월 6일). 《The Oxford Handbook of Eschatology》 (영어). Oxford University Press. 172–179쪽. doi:10.1093/oxfordhb/9780195170498.001.0001. ISBN 0-19-517049-0.
3. 1 2 3 4 5  Hooper, Rev. Richard (2011년 4월 20일). 《End of Days: Predictions of the End From Ancient Sources》. Sedona, AZ. 156쪽. 2021년 1월 23일에 원본 문서에서 보존된 문서. 2017년 8월 31일에 확인함.
4. 1 2  Browne, Sylvia (2008). 《End of Days: Predictions and Prophecies About the End of the World》. Penguin. ISBN 9780525950677.
5. ↑  Hiltebeitel, Alf (1972). 《The "Mahābhārata" and Hindu Eschatology》. 《History of Religions》 12. 95–135쪽. doi:10.1086/462670. ISSN 0018-2710. JSTOR 1062101.
6. ↑  Kopalle, Praveen K., et al. “Consumer Expectations and Culture: The Effect of Belief in Karma in India.” Journal of Consumer Research, vol. 37, no. 2, 2010, pp. 251–63. JSTOR, https://doi.org/10.1086/651939.
7. ↑  Namgyal, Tsetan. “Buddhist World View During COVID-19 Pandemic.” Journal of Indian Research, vol. 9, no. 1, 2021, pp. 23–36.
8. ↑  Knipe, David M. “Hindu Eschatology.” The Oxford Handbook of Eschatology, 2009, pp. 170–190., doi:10.1093/oxfordhb/9780195170498.003.10.